# Schofield
Schofield é uma cidade localizada no estado norte-americano de Wisconsin, no Condado de Marathon.

## Demografia
Segundo o censo norte-americano de 2000, a sua população era de 2117 habitantes.
Em 2006, foi estimada uma população de 2392, um aumento de 275 (13.0%).

## Geografia
De acordo com o United States Census Bureau tem uma área de
7,4 km², dos quais 4,6 km² cobertos por terra e 2,8 km² cobertos por água.

## Localidades na vizinhança
O diagrama seguinte representa as localidades num raio de 8 km ao redor de Schofield.